# Parabolocratalis elongatus
Parabolocratalis elongatus är en insektsart som beskrevs av Evans 1955. Parabolocratalis elongatus ingår i släktet Parabolocratalis och familjen dvärgstritar. Inga underarter finns listade i Catalogue of Life.